# Gabinet cieni

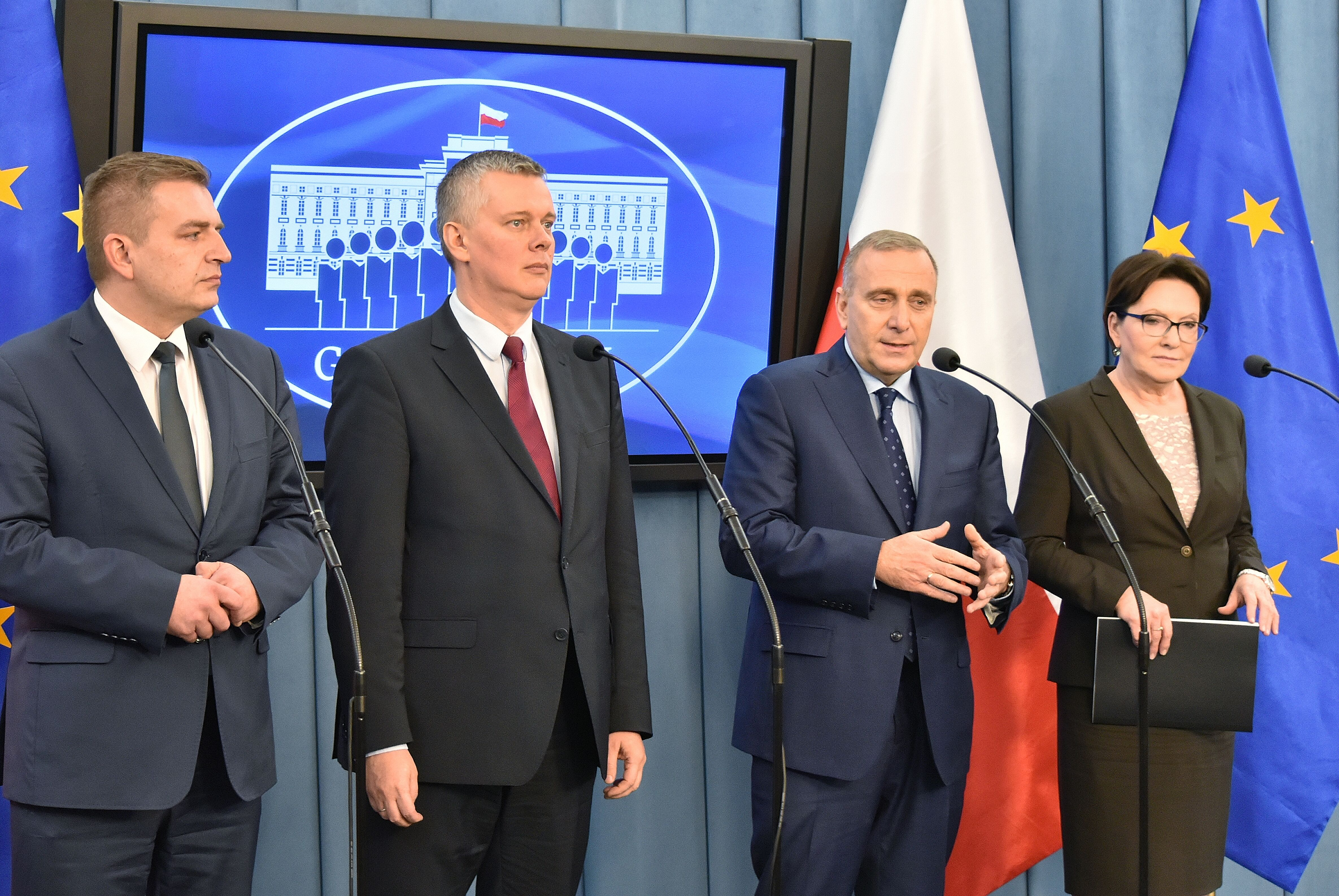
Konferencja prasowa członków drugiego gabinetu cieni Platformy Obywatelskiej w Sejmie (2016)

Gabinet cieni („rząd oczekujący”) – skład rządu formowany przez jedną lub więcej partii opozycyjnych, gotowych przejąć władzę w razie ich zwycięstwa wyborczego. Polega na tym, że każdy członek rządu ma odpowiadający mu „cień” w opozycji.

## Opis
Idea gabinetu cieni jest charakterystyczna dla państw o tradycji anglosaskiej z dwupartyjnym, parlamentarnym systemem rządów, wzorowanym na Wielkiej Brytanii (tzw. system westminsterski), która ma kilkusetletnią tradycję istnienia tej instytucji. W Wielkiej Brytanii jest ona na tyle ugruntowana, że członkowie „gabinetu cieni” otrzymują państwową pensję.
Gabinety cieni występują czasami w systemach wielopartyjnych, w krajach gdzie istnieje tradycja jednoczenia się opozycji przeciw koalicji rządzącej (np. w Japonii).

## Gabinety cieni w Polsce
Także w Polsce podjęto próby wprowadzenia tej instytucji politycznej. 13 stycznia 2006 roku Platforma Obywatelska powołała swój gabinet cieni jako lustro rządu Kazimierza Marcinkiewicza. Na czele gabinetu cieni PO stanął Jan Rokita.
Również prezes Prawa i Sprawiedliwości Jarosław Kaczyński w marcu 2009 zapowiedział utworzenie gabinetu cieni, który miał być odzwierciedleniem rządu Donalda Tuska.
17 listopada 2016 roku Platforma Obywatelska powołała drugi w swojej historii gabinet cieni, na czele którego stanął Grzegorz Schetyna.
Sens „gabinetu cieni” w polskim systemie parlamentarnym ma sprowadzać się do recenzowania poczynań partii rządzącej.

### Skład pierwszego gabinetu cieni (2006–2007)
W skład zespołu weszło 21 osób. Koordynatorem gabinetu został Jan Rokita. Oprócz niego członkami Zespołu Rzeczników byli:
- Marek Biernacki – sprawy wewnętrzne i służby specjalne
- Zbigniew Chlebowski – finanse
- Mirosław Drzewiecki – sport
- Waldy Dzikowski – administracja
- Stanisław Gawłowski – środowisko
- Aleksander Grad – rolnictwo i rozwój wsi
- Tadeusz Jarmuziewicz – infrastruktura
- Bronisław Komorowski – sprawy zagraniczne
- Ewa Kopacz – zdrowie
- Sławomir Piechota – polityka społeczna
- Julia Pitera – sprawiedliwość
- Elżbieta Radziszewska – sprawy kobiet i rodziny
- Arkadiusz Rybicki – kultura
- Jacek Saryusz-Wolski – szef frakcji PO w Parlamencie Europejskim
- Tomasz Szczypiński – rozwój regionalny
- Adam Szejnfeld – gospodarka
- Krystyna Szumilas – edukacja i nauka
- Jan Wyrowiński – skarb państwa
- Bogdan Zdrojewski – obrona narodowa
- Anna Zielińska-Głębocka – sprawy europejskie.

Sekretarzami Zespołu Rzeczników PO byli Sławomir Nitras oraz Tomasz Lenz

### Skład drugiego gabinetu cieni (od 2016)
- Grzegorz Schetyna − szef Gabinetu Cieni
- Stanisław Gawłowski − przewodniczący Stałego Komitetu Rady Ministrów w Gabinecie Cieni
- Mariusz Witczak − szef Kancelarii Prezesa Rady Ministrów w Gabinecie Cieni
- Rafał Grupiński − szef Gabinetu Kultury i Dziedzictwa Narodowego
- Sławomir Neumann − szef Gabinetu Rozwoju i Infrastruktury
- Borys Budka − szef Gabinetu Spraw Wewnętrznych i Administracji
- Krzysztof Brejza − szef Gabinetu Sprawiedliwości
- Andrzej Halicki − szef Gabinetu Spraw Zagranicznych
- Kazimierz Michał Ujazdowski – szef gabinetu reform ustrojowych, decentralizacji i rozwoju samorządności
- Czesław Mroczek − szef Gabinetu Obrony Narodowej
- Włodzimierz Nykiel − szef Gabinetu Finansów
- Urszula Augustyn − szef Gabinetu Edukacji Narodowej
- Piotr Wach − szef Gabinetu Nauki i Szkolnictwa Wyższego
- Tomasz Grodzki − szef Gabinetu Zdrowia
- Michał Szczerba − szef Gabinetu ds. Polityki Senioralnej
- Jarosław Duda − szef Gabinetu Rodziny, Pracy i Polityki Społecznej
- Arkadiusz Marchewka − szef Gabinetu Cyfryzacji, Innowacji i Młodzieży
- Jacek Protas − szef Gabinetu ds. Samorządu
- Dorota Niedziela − szef Gabinetu Rolnictwa i Rozwoju Wsi
- Ireneusz Raś − szef Gabinetu Turystyki i Sportu
- Gabriela Lenartowicz − szef Gabinetu Środowiska
- Tadeusz Aziewicz − szef Gabinetu Gospodarki Morskiej i Żeglugi Śródlądowej
- Zdzisław Gawlik − szef Gabinetu Energii
- Maria Małgorzata Janyska − szef Gabinetu Gospodarki
- Monika Wielichowska − pełnomocnik do Spraw Równego Statusu w Gabinecie Cieni
- Ewa Kopacz − wiceszefowa Gabinetu Cieni
- Tomasz Siemoniak − wiceszef Gabinetu Cieni
- Izabela Mrzygłocka − wiceprzewodnicząca Stałego Komitetu Rady Ministrów w Gabinecie Cieni
- Wojciech Król − wiceszef Kancelarii Prezesa Rady Ministrów w Gabinecie Cieni
- Jerzy Fedorowicz − wiceszef Gabinetu Kultury i Dziedzictwa Narodowego
- Cezary Grabarczyk − wiceszef Gabinetu Rozwoju i Infrastruktury
- Wojciech Wilk − wiceszef Gabinetu Spraw Wewnętrznych i Administracji
- Marek Wójcik − wiceszef Gabinetu Spraw Wewnętrznych i Administracji
- Piotr Zientarski − wiceszef Gabinetu Sprawiedliwości
- Paweł Zalewski − wiceszef Gabinetu Spraw Zagranicznych
- Cezary Tomczyk − wiceszef Gabinetu Obrony Narodowej
- Izabela Leszczyna − wiceszef Gabinetu Finansów
- Elżbieta Gapińska − wiceszef Gabinetu Edukacji Narodowej
- Waldemar Sługocki − wiceszef Gabinetu Nauki i Szkolnictwa Wyższego
- Lidia Gądek − wiceszef Gabinetu Zdrowia
- Marzena Okła-Drewnowicz − wiceszef Gabinetu ds. Polityki Senioralnej
- Magdalena Kochan − wiceszef Gabinetu Rodziny, Pracy i Polityki Społecznej
- Jan Grabiec − wiceszef Gabinetu Cyfryzacji, Innowacji i Młodzieży
- Ryszard Wilczyński − wiceszef Gabinetu ds. Samorządu
- Kazimierz Plocke − wiceszef Gabinetu Rolnictwa i Rozwoju Wsi
- Adam Korol − wiceszef Gabinetu Turystyki i Sportu
- Tomasz Cimoszewicz − wiceszef Gabinetu Środowiska
- Norbert Obrycki − wiceszef Gabinetu Gospodarki Morskiej i Żeglugi Śródlądowej
- Krzysztof Gadowski − wiceszef Gabinetu Energii
- Janusz Cichoń − wiceszef Gabinetu Gospodarki